# آن من كليفز
الملكة آن من كليفز (بالألمانية: Anna von Kleve)‏ (Anne of Cleves) عاشت ( 22 سبتمبر 1515 - 16 يوليو 1557) وملكة إنجلترا (1540) وهي رابعة زوجات ملك إنجلترا "هنري الثامن، وهي من أصول ألمانية، كان والدها أميراً على "دوقية كليفز" في ألمانيا. تزوجها الملك هنري الثامن عام 1540 لأغراض سياسية (كان يريد التقرب من البروتستانتيين)، ثم طلقها بعد ستة أشهر من زواجهما. تزوج من بعدها الملكة كاترين هووارد (زوجته الخامسة).

## روابط خارجية
- آن من كليفز على موقع الموسوعة البريطانية (الإنجليزية)